# Karol Rómmel
Karol Rómmel född 23 maj, 1888 i Hrodna, död 7 mars 1967 i Elbląg, var en polsk och rysk officer och tävlingsryttare. Han deltog i OS 1912 i Stockholm (i det ryska laget) och i OS 1924 och OS 1928 (i det polska laget). Som militär deltog han i första världskriget och Polsk-sovjetiska kriget 1919–1921.

## Familj
Karol Rómmel föddes 23 maj 1888 i Hrodna (i dåvarande  Ryska imperiet, i nuvarande Vitryssland som son till Maria, född Marcinkiewicz. Faderns namn uppges i somliga källor vara Karol Aleksander Rummel och i andra Alfons Rummel en general i den ryska armén som var befälhavare över 26:e artilleribrigaden som var stationerad i denna stad. 
Precis som sina bröder Juliusz (som senare blev general i den polska armén), Wilhelm, Waldemar och Jan, anslöt sig Karol Rómmel till Ryska imperiets armé. Han fick sin militära utbildning i Odessa och Sankt Petersburg. Han tog även en mastersexamen i konst vid Universitetet i Sankt Petersburg.

## Nationalitet
Även om familjen Rómmel kände sig som polacker och talade polska i hemmet, var de ättlingar till en av de äldsta tyska familjerna i centraleuropa friherre Matthias Heinrich von Rummel, riddare i Svärdsriddarorden som 1332 ägde slottet Getzingen nära Julich i Westfalen som bosatte sig i Kurland för att stödja Tyska orden i deras kamp mot hedniska balter.  Eftersom Karol Rómmel föddes i Ryska imperiet och tjänstgjorde i den ryska armén så omnämns han ofta som ryss. Eftersom han föddes i Hrodna,  som numera är en vitrysk stad, så kallas han ibland "Den första vitryska olympiern". 

## Idrottskarriär
Redan som ung började han utöva olika ridsportsgrenar. Han misslyckades i sin första internationella tävling 1910, men efter hård träning kunde han representera Ryssland i OS 1912 i Stockholm. Trots en allvarlig skada (hans fall i finalen gav honom sex brutna revben) fick han 178 poäng och slutade på 15:e plats, åtta poäng bakom guldmedaljören Jean Cariou från Frankrike. Rómmel förlorade medvetandet vid det sista hindret och fick läggas in på sjukhus. Hans kämpavilja imponerade dock på den svenske kungen Gustaf V i så hög grad att han tilldelade Rómmel en personlig guldmedalj.
Efter första världskriget upptog han sin idrottskarriär som huvudtränare för det polska ridsportslaget. Han slutade som tia i den individuella delen av fälttävlan under OS 1924 och som sjua i lagtävlingen. Han kom även på en tiondeplats under den individuella hopptävlingen. Som del av det polska laget kom han på sjätte plats i hopptävlingen. En av hans lagkamrater var Tadeusz Bór-Komorowski, som senare blev general i den polska armén och befälhavare för Armia Krajowa.
Under OS 1928 tog han silver i lagtävlingen med sin häst  Doneuse, men kom bara på en 26:e plats i den individuella tävlingen. Han deltog även i många andra internationella tävlingar, han vann världscupen tre gånger, 1925, 1925 (New York och 1928 (Nice). I december 1929 pensionerade han sig som militär för att helt ägna sig åt sin idrottskarriär. Han tog fyra medaljer vid de polska mästerskapen (guld 1935 och 1937, silver 1938 och brons 1934). 
När Årets polska idrottsperson skulle utses 1927 kom han på andra plats efter Halina Konopacka.

## Militär karriär
År 1914 började han tjänstgöra som ryttmästare i dragonregementet i  Kalisz. Första världskriget kom att under några år hindra Rómmels idrottsliga karriär. Rómmel stred vid Östfronten under första världskriget.
Tillsammans med brodern Juliusz Rómmel och stora delar av familjen valde Karol att ändra sitt namn från Rummel till Rómmel.
Den 15 augusti 1919 anslöt han sig till den nybildade polska armén som major och senare som löjtnant. Under Polsk-sovjetiska kriget skadades han på slagfältet, men fick utmärkelserna Krzyż Zasługi och Virtuti Militari, som är de främsta polska militärutmärkelserna. Han tvingades dra sig tillbaka från fronten och istället bli kavalleriintruktör på militärskolor  i Przemyśl, Stara Wieś och Grudziądz. Efter vapenvilan förblev han i armén som yrkessoldat. 

## I koncentrationsläger
Under andra världskriget stannade Rómmel i den tyskockuperade delen av Polen. Han greps under Aktion AB 1940 och tillbringade resten av kriget i de tyska koncentrationslägren Dachau (koncentrationsläger) och Mauthausen-Gusen. 

## Efter kriget
Efter kriget bosatte han sig i Łódź, där han blev tränare för yngre ryttare. Han arbetade även som ryttarkonsult i olika filmer och gjorde cameoroller i Lotna av Andrzej Wajda 1959 och i The Knights of the Cross av Aleksander Ford 1960. 
Han avled den 7 mars 1967 och begravdes på Zaspakyrkogården i Gdańsk.

### Fotnoter
Den här artikeln är, helt eller delvis, översatt från engelskspråkiga Wikipedia, där anges följande källor:
1. 1 2 3  läs online, www.olympedia.org , läst: 28 juli 2022.[källa från Wikidata]
2. ↑  läs online, www.geni.com , läst: 28 juli 2022.[källa från Wikidata]
3. ↑  läs online, prabook.com , läst: 28 juli 2022.[källa från Wikidata]
4. 1 2  Sejm-Wielki.pl profil-ID: psb.26917.1.[källa från Wikidata]
5. 1 2  läs online, Internet Archive , läst: 28 juli 2022.[källa från Wikidata]
6. ↑  Vissa källor uppger 22 maj som hans födelsedatum
7. ↑  Polish Biographical Dictionary
8. 1 2 3  (polska) Aleksander Rummel (1986). Wśród zmian i przemian. Warsaw: Wydawnictwo Ministerstwa Obrony Narodowej. ISBN 83-11-07265-5
9. 1 2  (ryska) Kastus Lashkevich (2008). ”Олимпийская летопись TUT. Как белорус восхитил шведского короля”. tut.by. Arkiverad från originalet den 12 maj 2008. https://web.archive.org/web/20080512123055/http://news.tut.by/sport/108557.html.
10. ↑  (polska) Ministry of Military Affair (corporate author) (1924). Rocznik Oficerski 1924. Warsaw: Oddział V Sztabu Generalnego Wojska Polskiego. sid. 537, 598